# Ramió
Ramió és un disseminat del municipi de Fogars de la Selva, a la comarca de la Selva, ubicat a la província de Barcelona malgrat la seva pertinença històrica a aquella comarca i a la Diòcesi de Girona.
Ramio és situat a uns 6 km del nucli de la vila de Fogars de la Selva. En documents antics és anomenat Rimau, Rimayono i Rimanyó.

## Història
La primera notícia de l'església de Ramió, Sant Andreu, és una butlla papal de Lluci III del 1185 on consta que el monestir de Breda tenia importants alous a la parròquia de Ramió. També apareix anomenada en la butlla del 1246 atorgada pel papa Inocenci IV a favor del mateix monestir i en el Llibre Verd del capítol de Girona el 1362 on se l'anomena "Ecclesia Parrochialis Sancti Andree de Rimanyono".
Formà part dels dominis del castell de Montsoriu i el segle xiii fou integrada a la Batllia de n'Orri del vescomtat de Cabrera. Malgrat haver format ajuntament independent després de l'abolició del règim senyorial, el 1836 el terme de Ramió va ser incorporat al de Fogars de la Selva, llavors anomenat Fogars de Tordera.